# Splendid-Hotel

Das Splendid-Hotel um 1910

Das Splendid-Hotel ist ein ehemaliges Hotel in Berlin, das in der wilhelminischen Epoche zu den bekannteren Berliner Hotels gehörte. Es liegt im heutigen Ortsteil Mitte in der Dorotheenstraße 92/93 und wurde 1914 in Schloß-Hotel umbenannt. Der Hotelbetrieb lief von 1904 bis 1918.

## Ein Neubau im neobarocken Stil

Das Splendid-Hotel befand sich in Berlin-Mitte in der Dorotheenstraße 92/93 (heute: Nr. 37)

Das Grundstück in der Dorotheenstraße Nr. 92/93 (spätere Nummerierung: 77/78, heute: Nr. 37) gehörte dem Bandagen-Händler H. Loewy, der dort 1904 vom Architekturbüro Gronau & Graul im neobarocken Stil mit Jugendstilelementen einen Neubau errichten ließ.
Die Fassade des heute unter Denkmalschutz stehenden Gebäudes, das die Zerstörungen des Zweiten Weltkriegs überstanden hat, schmückt u. a. der von mythologischen Atlanten gestützte Mittelrisalit. In der Mittelachse sind drei Kartuschen angebracht. Im Innern vermitteln die Treppenhäuser und einige Zimmertüren einen Eindruck von der ursprünglichen dekorativen Innenausstattung.
In den Räumen des anspruchsvollen fünfgeschossigen Neubaus nahm 1904 das Hotel Splendid seinen Betrieb auf, der unter der Leitung von James Norden stand. Einem Berlinführer von 1905 entlockte der Bau – wahrscheinlich mit Blick auf seine Jugendstilelemente – die Bemerkung „neueste berlinische Aufmachung“.

## Standard und Leistungen
Das Splendid-Hotel bezeichnete sich selbst in seiner Werbung als „Haus ersten Ranges“ und warb mit seiner Nähe zum Bahnhof Friedrichstraße. Seinen Standort beschrieb das Hotel wie folgt: „1 Min. vom Bahnhof Friedrichstraße. […] Ruhigste, beste, vornehmste Lage, in nächster Nähe der Königl. Theater, Tiergarten und aller Sehenswürdigkeiten“.
Es gehörte zu den kleineren Hotels und verfügte über 65 Zimmer in einer mittleren Preislage. Im Erdgeschoss des Hotelgebäudes befanden sich ein Weinrestaurant und ein Friseur-Salon. Das Hotel versprach seinen Gästen „alle(n) Komfort, mässige Zimmerpreise, Lift, Zentralheizung“.

## Patriotische Umbenennung
Nach der Kriegserklärung Großbritanniens an das Deutsche Reich und dem Beginn des Ersten Weltkriegs verlangte der damalige Berliner Polizeipräsident Traugott Achaz von Jagow 1914, alle Einrichtungen mit englischen und französischen Bezeichnungen mit deutschen Namen zu versehen. Diese Anordnung wurde vom Hotel Splendid befolgt: Das Hotel wurde in Schloß-Hotel umbenannt.

## Einstellung des Hotelbetriebs 1918
Im Jahr 1918 wurde der Hotelbetrieb eingestellt und die Zimmer wurden als Geschäfts- und Büroräume an verschiedene Gewerbebetriebe vermietet. Das Wiener Schloß-Restaurant im Erdgeschoss des Gebäudes bestand in den Folgejahren jedoch weiter.

## Die spätere Nutzung des Standorts
Von 1925 bis 1933 hatte im ehemaligen Hotelgebäude u. a. die Rote Hilfe Deutschland ihren Sitz. In der DDR-Zeit nutzte die Bank für Landwirtschaft und Nahrungsgüterwirtschaft das Haus. Nach der deutschen Wiedervereinigung in den 1990er Jahren wurde das Gebäude im Innern umgebaut. Die heutige Adresse des Gebäudes ist Dorotheenstraße 37.

Galerie
Anzeige des Splendid-Hotels, 1905
Blick in einen Salon des Splendid-Hotels, um 1910
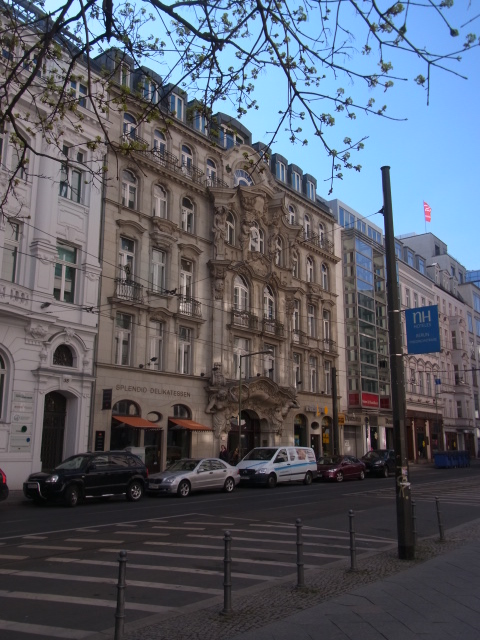
Das Gebäude des ehemaligen Splendid-Hotels steht unter Denkmalschutz, 2014
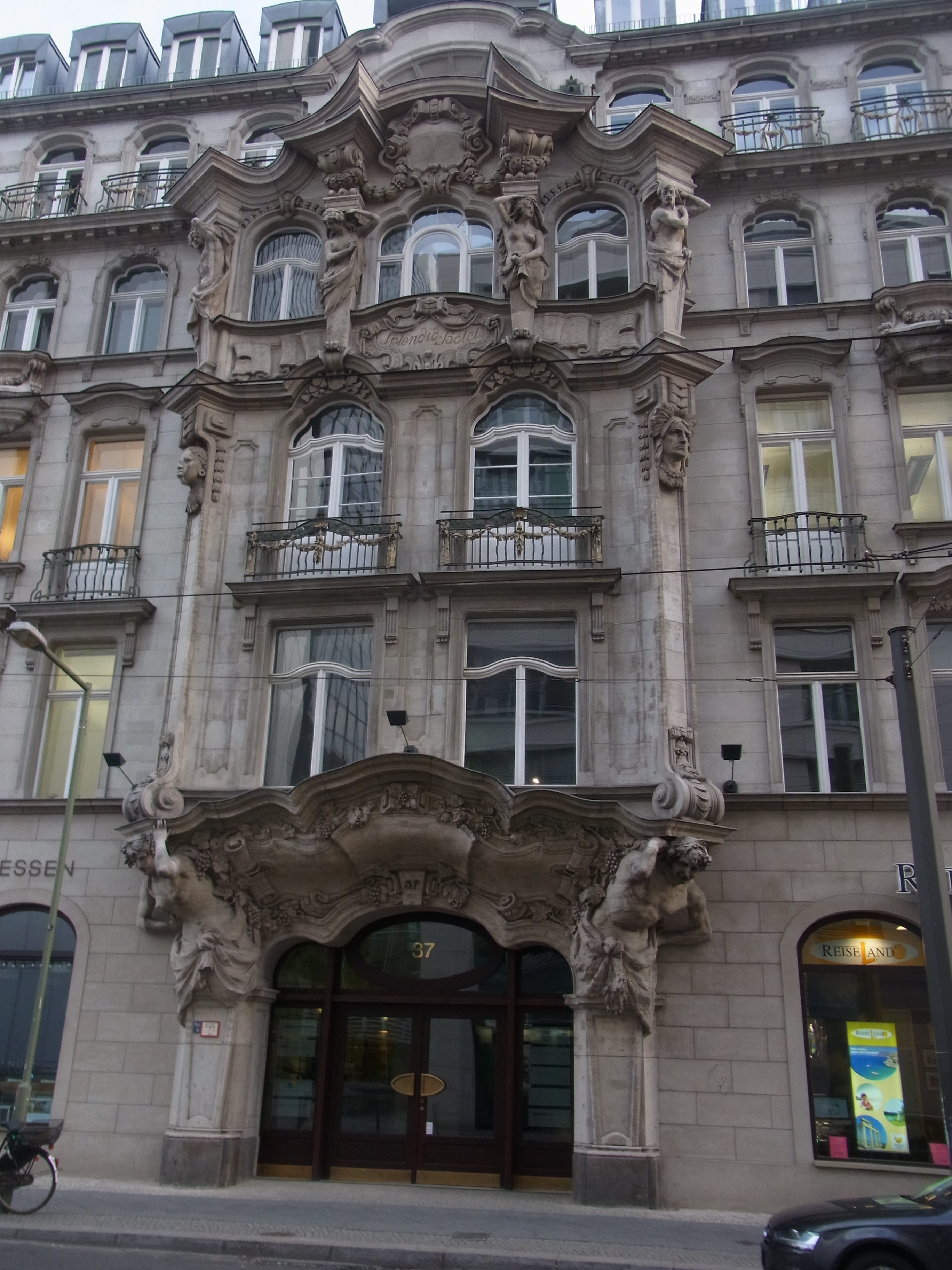
Der Eingang des Gebäudes Dorotheenstraße 37 und der reich geschmückte Mittelrisalit.
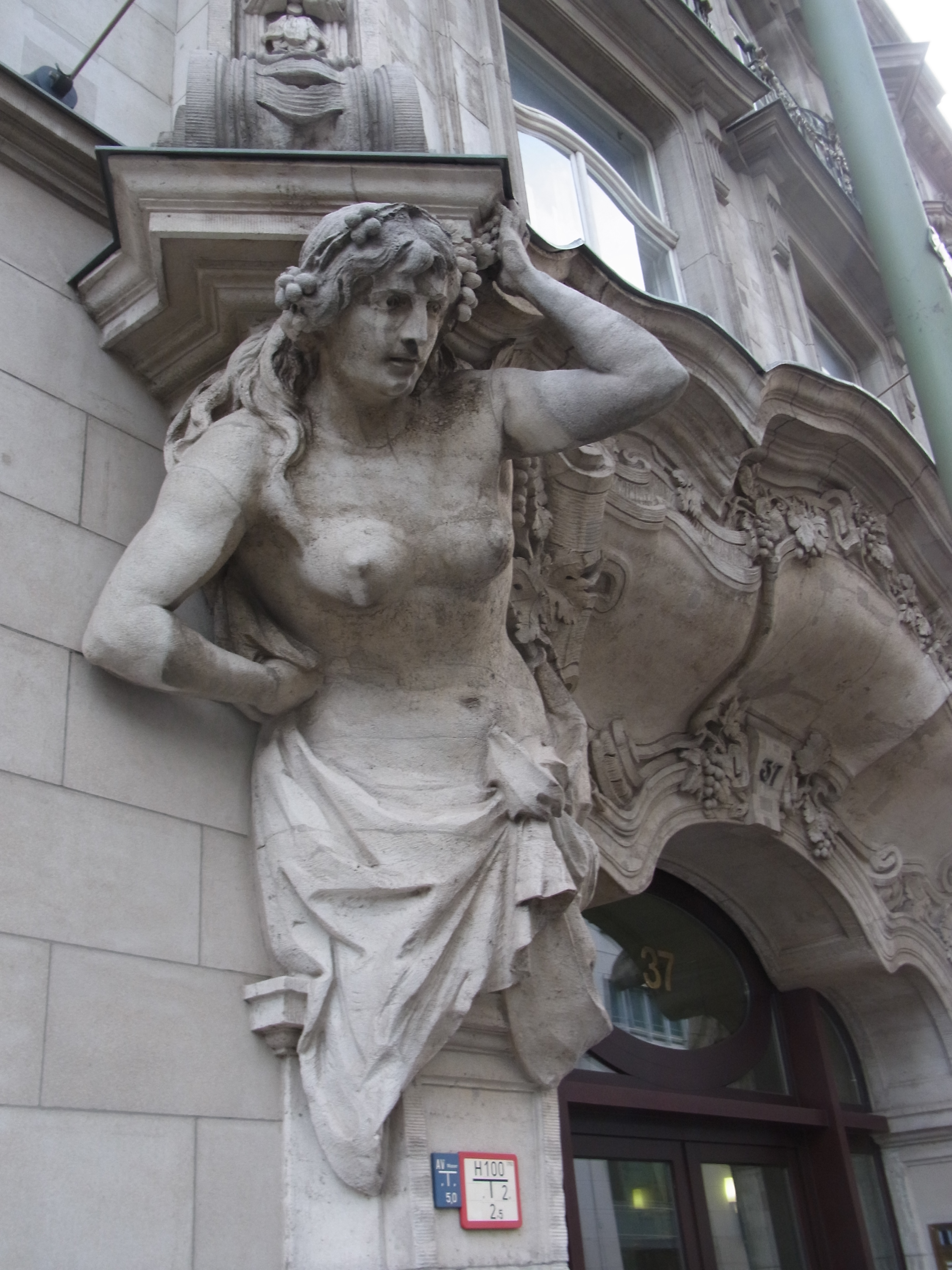
Weibliche Atlasfigur am Portal unten links.
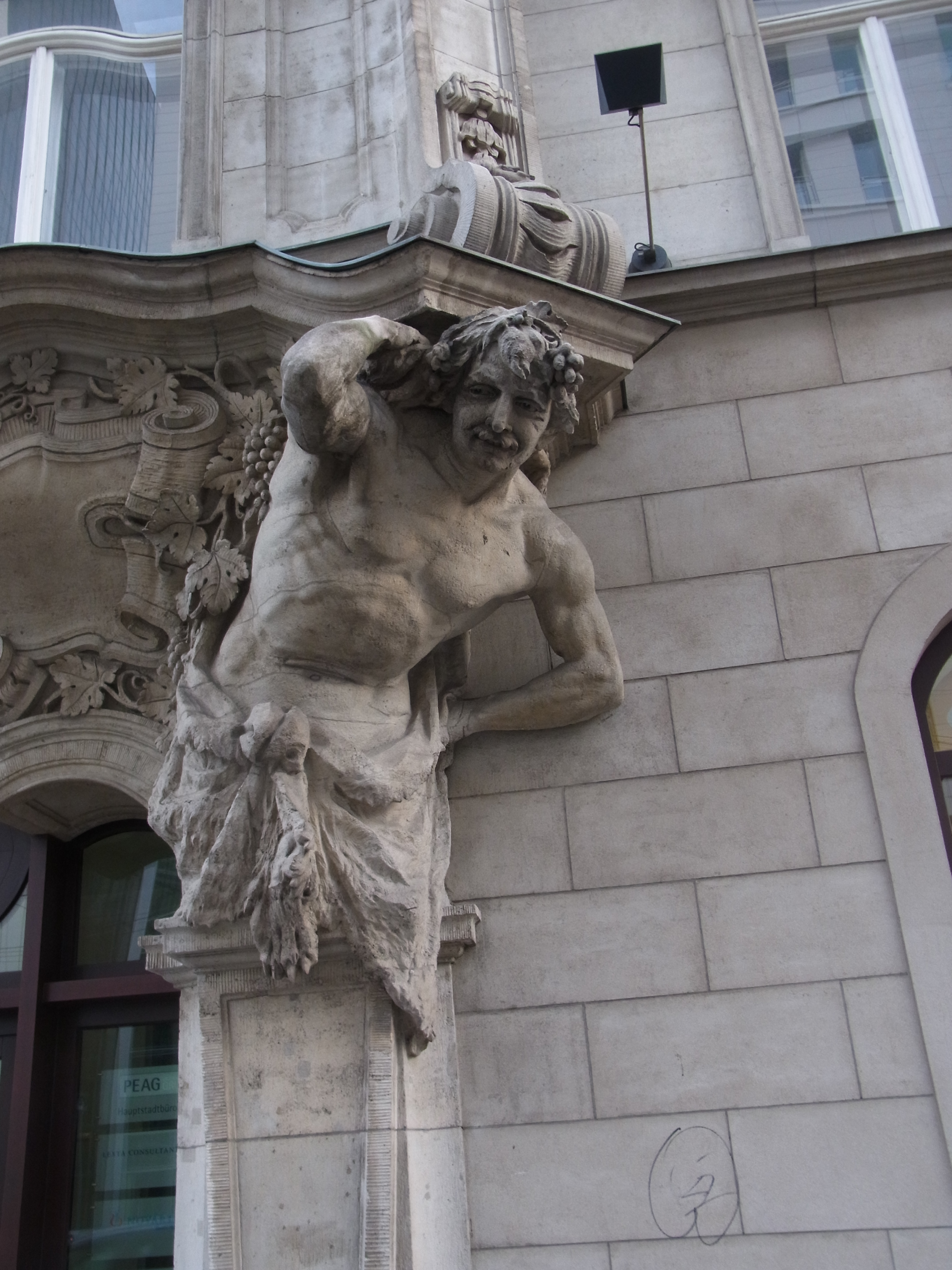
Männliche Atlasfigur am Portal unten rechts.
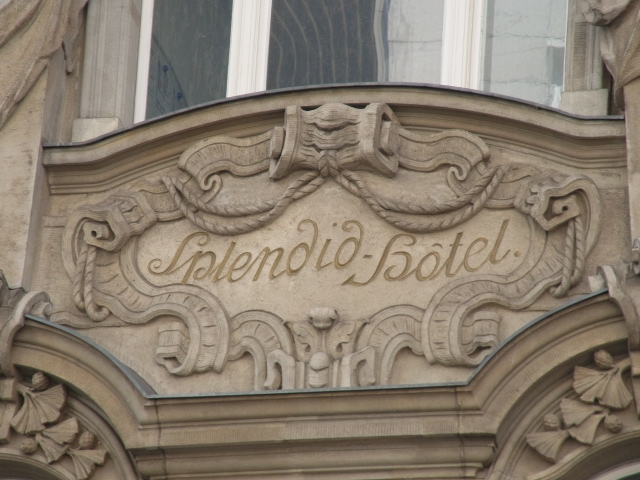
Der Name des ehemaligen Hotels ist an der Fassade des Gebäudes Dorotheenstraße 37 noch heute zu sehen